# Heterotermes aureus
Heterotermes aureus är en termitart som först beskrevs av John Otterbein Snyder 1920.  Heterotermes aureus ingår i släktet Heterotermes och familjen Rhinotermitidae. Inga underarter finns listade i Catalogue of Life.